# Закон о натурализации 1802 года
Закон о натурализации 1802 года (англ. Naturalization Law of 1802) — закон США, принятый Конгрессом и подписанный президентом Томасом Джефферсоном 14 апреля 1802, для внесения поправок в сроки проживания и уведомления в предыдущем Законе о натурализации 1798 года. Он восстановил менее запретительные положения Закона о натурализации 1795 года, а именно сократил необходимый срок проживания для иностранцев, чтобы получить право быть натурализованными гражданами Соединённых Штатов, с 14 до 5 лет и сократил минимальный срок уведомления о намерении стать гражданином США с 5 до 3 лет.

## Содержание
Закон 1802 года заменил Закон о натурализации 1798 года и предусматривал:
- Требование «свободного белого человека» осталось в силе.
- Иностранец должен был заявить, как минимум, за 3 года о своём намерении стать гражданином США.
- Предыдущее требование о проживании в течение 14 лет было сокращено до 5 лет.
- Дети-резиденты натурализованных граждан должны были считаться гражданами.
- Дети, родившиеся за границей от граждан США, должны были считаться гражданами.
- Бывшим британским солдатам во время «поздней войны» был запрещён въезд, если только законодательное собрание штата не сделало для них исключение.